# Luftangriffe auf Gorki
1941: Białystok-Minsk – Dubno-Luzk-Riwne – Smolensk – Uman – Kiew – Odessa – Leningrader Blockade – Wjasma-Brjansk – Charkow – Rostow – Moskau – Tula

1942: Rschew – Charkow – Ljuban/Wolchow – Kertsch/Sewastopol – Fall Blau – Kaukasus – Stalingrad – Operation Mars

1943: Woronesch-Charkow – Operation Iskra – Nordkaukasus – Charkow – Kursk – Orjol – Donez-Mius – Donbass – Belgorod-Charkow – Smolensk – Dnepr – Kiew

1944: Dnepr-Karpaten – Leningrad-Nowgorod – Krim – Wyborg–Petrosawodsk – Operation Bagration – Lwiw-Sandomierz – Jassy–Kischinew – Belgrad – Petsamo-Kirkenes – Baltikum – Karpaten – Ungarn

1945: Kurland  – Weichsel-Oder – Ostpreußen – Westkarpaten – Niederschlesien – Ostpommern – Plattensee – Oberschlesien – Wien – Oder – Berlin – Prag
Die Luftangriffe auf Gorki, das heutige Nischni Nowgorod, durch die Luftwaffe der Wehrmacht fanden von 1941 bis 1943 während des Zweiten Weltkriegs im Deutsch-Sowjetischen Krieg statt. Hauptziel der Bombardierung war es, das Industriezentrum der Stadt zu zerstören. Das Gorkier Automobilwerk (GAZ) erlitt dabei den größten Schaden. Während des Krieges führten feindliche Bomber 43 Angriffe aus, davon 26 nachts. 33.934 Brand- und 1.631 Sprengbomben wurden über der Stadt abgeworfen. Die Luftangriffe auf Gorki waren die zerstörerischsten der deutschen Luftwaffe auf das sowjetische Hinterland während des Kriegs.

## Hintergrund
Die Zerstörung der Gorkier Industrie war von Anfang an als Teil des Unternehmens Barbarossa geplant. Das Deutsche Reich plante, die Stadt in der zweiten Hälfte des Septembers 1941 einzunehmen und zu besetzen. Bei Gorki handelte es sich um einen der größten Hersteller und Zulieferer von Waffen für die Rote Armee und um das wichtigste Zentrum der gesamten Wolgaregion. In ihr konzentrierten sich sowohl Industrie als auch Verwaltung der Wolga-Region, womit eine Einnahme der Stadt die Kontrolle über die ganze Gegend bedeutet hätte. Zunächst plante man die Rüstungsindustrie zu zerstören, womit das Gorkier Automobilwerk, das Flugzeugwerk Nr. 21 Ordschonikidse, die Werft Nr. 112 Krasnoje Sormowo und die Diesel-Motoren-Werk Dwigatel Rewoljuzii zu Angriffszielen wurden. Nach Einnahme der Stadt sollte der Generalbezirk Gorki als Teil des Reichskommissariats Moskowien geschaffen werden. Die städtische Maschinenfabrik sollte für die Produktion der deutschen militärischen Ausrüstung erhalten bleiben.
Am 31. Oktober 1941 befahl Stalin dem Gorkier Automobilwerk die Produktion von T-60-Panzern zu erhöhen. Im selben Monat war Nikolai Markow zum Kommandeur des Brigade-Luftverteidigungsbezirks von Gorki ernannt worden. Als er dort ankam, musste er feststellen, dass die militärischen Möglichkeiten zur Stadtverteidigung nicht ausreichend waren. So waren nur etwa 50 Flugabwehrkanonen und sehr wenige Suchscheinwerfer stationiert. Gleichzeitig waren viele strategisch wichtige Punkte dicht beisammen. Die Militärführung Gorkis wusste, dass es jeden Augenblick zu Angriffen der deutschen Luftwaffe kommen konnte. Daher war es notwendig, die Luftverteidigung der Stadt zu stärken und die Fabriken zu tarnen, was jedoch nicht mehr rechtzeitig gelang.

## Die Angriffe

### November 1941

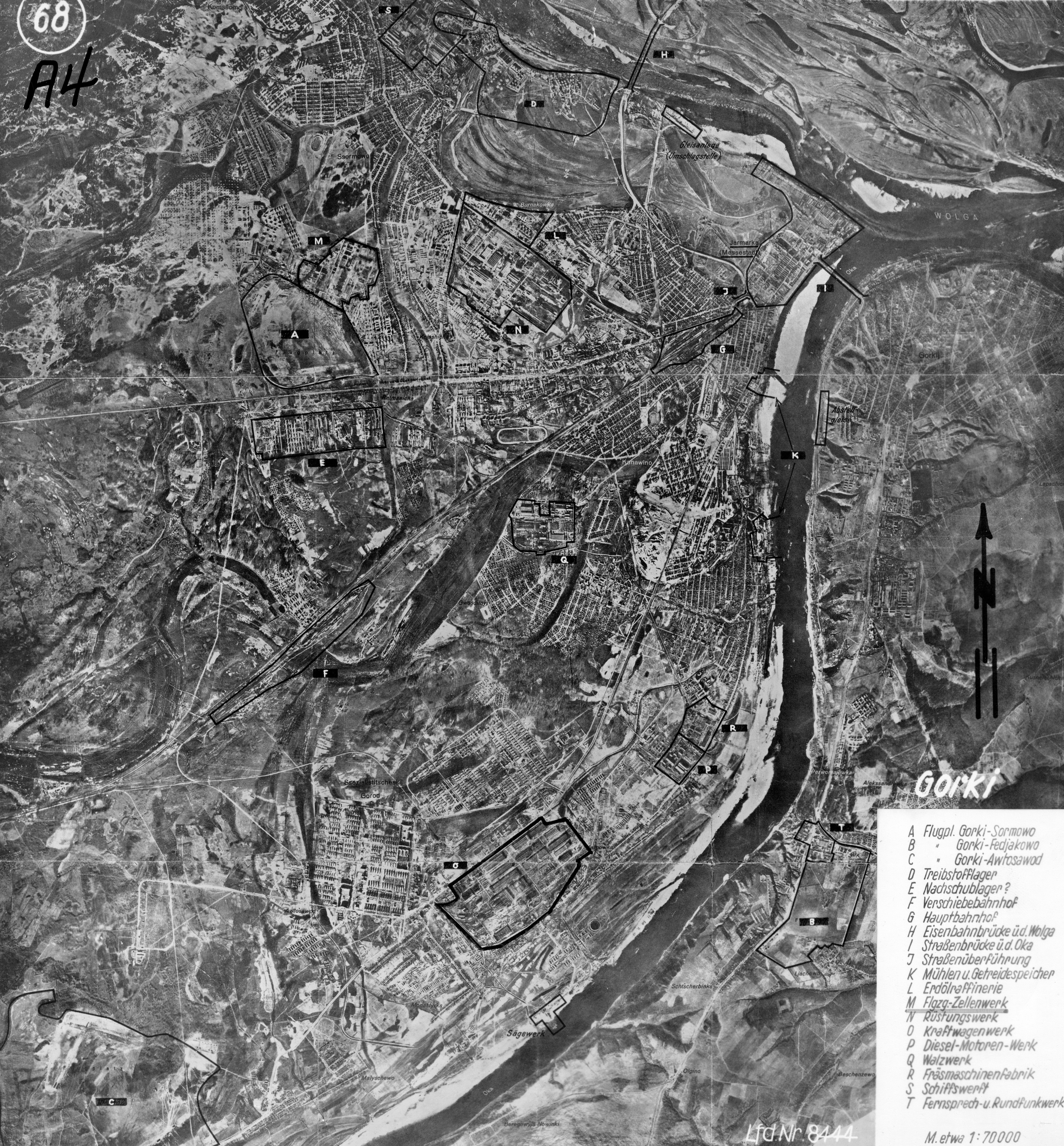
Karte von Gorki mit den Bombardementzielen

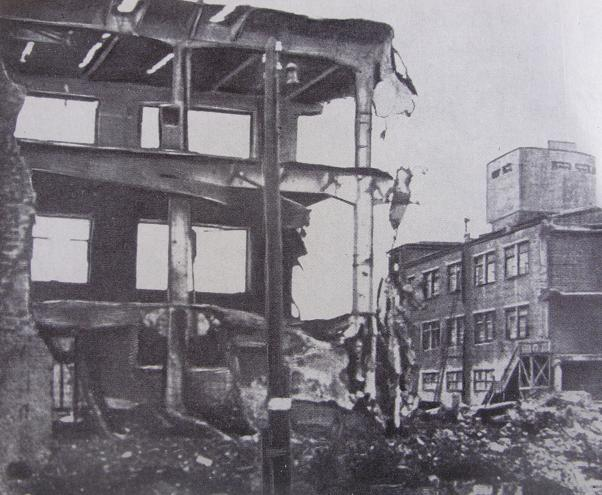
Nitel Fernsprech- und Rundfunkwerk nach dem Luftangriff

Am 9. Oktober 1941 erschien das erste deutsche Aufklärungsflugzeug, eine Junkers Ju 88, über Gorki. Fortan flogen die Flugzeuge in großer Höhe über die Stadt und kreisten über dem Automobilwerk. Zunächst bombardierte die Luftwaffe die Vororte, wobei hauptsächlich Getreidesilos und Lagerhallen beschädigt wurden. Danach folgten zwei große Angriffe auf die Stadt, an denen Heinkel-He-111-Maschinen des Kampfgeschwaders 100 beteiligt waren.
Der erste Angriff in der Nacht vom 4. auf den 5. November begann um 16:30 Uhr. Nach den Schätzungen der Flugabwehr nahmen etwa 150 Flugzeuge daran teil, von denen elf in die Stadt flogen. Die Flugzeuge näherten sich sowohl einzeln als auch in Gruppen von drei bis sechzehn Maschinen in einem Intervall von 15 bis 20 Minuten. Die Bombardierung dauerte die ganze Nacht und neben Bomben wurden auch Flugblätter abgeworfen. Das Gorkier Automobilwerk, Nitel- und die Dwigatel-Rewoljuzii-Fabrik wurden angegriffen, 55 Menschen starben, 141 wurden verwundet. Nach deutschen Angaben nahmen lediglich 15 Flugzeuge an diesem Luftangriff teil. Bei einem Treffer ins Hauptgebäudes von Nitel starben der Direktor und ein Teil der Unternehmensführung. Während der Nacht wurden lediglich strategisch unwichtige Objekte, Wohnviertel und Getreidefelder beschossen. Es wurden Brand- und Sprengbomben mit einem Gewicht von 70 bis 250 kg und schwere Bombenminen mit einem Gewicht von 871 kg abgeworfen. Neben Bombenabwürfen schossen die deutschen Luftwaffensoldaten auch mit Maschinengewehren in die Straßen.
Der zweite Angriff fand in der Nacht vom 5. auf den 6. November statt. Bei diesem Angriff wurde Fliegeralarm ausgelöst. Um 23:34 Uhr wurden die Stromleitungen des Kraftwerks in Balachna durch einen Bombenangriff beschädigt, wodurch Teile der Industrie in Gorki zeitweise von der Stromversorgung abgeschnitten waren. Um 1:47 Uhr begann der Angriff auf Gorki, wobei die Hauptziele das Automobilwerk, das Werk Nr. 112 Krasnoje Sormowo, das Flugzeugwerk Nr. 21 Ordschonikidse und Wohngebäude waren. Durch die Flugabwehr war die Bombardierung weniger präzise. Laut Luftabwehrdaten flogen 14 Flugzeuge in die Stadt. Im Gebiet um das Automobilwerks starben durch den Angriff fünf Menschen, weitere 21 wurden verwundet.
Durch diese beiden Angriffe wurde das Hauptbüro des Automobilwerks, das Verwaltungsgebäude des Werks Dwigatel Rewoljuzii, viele Werkstätten, ein Kraftwerk und ein Wohngebiet des Bezirks zerstört. An mehreren Stellen brach Panik aus, was auch auf die große Zahl der Flüchtlinge aus der Hauptstadt infolge der Schlacht um Moskau zurückzuführen war. Ein Teil der Bewohner begann die städtischen Gebiete zu verlassen. Die Fabriken stoppten die Produktion, nur die Produktion der T-60-Panzer im Automobilwerk wurde noch weiter hochgefahren. Die Zerstörung von Flugabwehrkanonen ermöglichte es den deutschen Flugzeugen, aus geringer Höhe zu bombardieren. Insgesamt starben 127 Menschen, 176 wurden schwer verletzt und weitere 195 wurden leicht verwundet, wobei die Daten je nach Quelle variieren. Ein großer Teil der Opfer waren Flüchtlinge aus Moskau, die im Stadtbezirk Awtosawodski (Automobilwerk) untergebracht waren. Kein deutsches Flugzeug wurde abgeschossen.
Am 8. November 1941 wurde die Gorkier Bezirksbrigade der Luftverteidigung durch die 58. und 281. selbstständige Flak-Artilleriedivision, die 142. Jagdfliegerdivision und das 45. Flakscheinwerferregiment verstärkt. Noch am selben Tag um 15:20 Uhr flog ein Aufklärungsflugzeug Junkers Ju 88 D über Gorki.
Vom 12. bis zum 18. November 1941 starteten die Deutschen eine Reihe von Angriffen, um die Brücke über die Oka zu zerstören, was jedoch nicht gelang.

### Die Angriffe von 1942
In der Nacht vom 3. bis 4. Februar 1942 durchbrach ein Flugzeug, das einer großen Höhe flog und zum Sturzflug überging, den Luftabwehrschild und ließ drei Bomben auf das Automobilwerk fallen. Die Radwerkstatt und die Motorenwerkstatt wurden beschädigt. 17 Arbeiter starben und 41 wurden verwundet. Bei diesem Angriff wurden zum ersten Mal deutsche Agenten, die in Gorki eindrangen, gesehen. Sie führten die Zielmarkierung durch und starteten rote und weiße Signalraketen vom Boden aus.
In den Nächten auf den 5., 7. und 24. Februar wurden drei Versuche unternommen Gorki erneut anzugreifen. Durch die sowjetische Luftverteidigung gelang es nur einem von zwölf Flugzeugen in den Luftraum der Stadt vorzudringen. Dabei wurden fünf Bomben auf das Automobilwerk und das Dorf Stachanowski fallen gelassen. Im zweiten und dritten Angriff gelangen keine deutschen Durchbrüche. Deutschen Daten zufolge hatte vom 5. zum 6. Februar nur ein Flugzeug einen Angriff geschafft.
Insgesamt waren infolge der Februarbombardierung 20 Menschen getötet und 48 Personen wurden verletzt. Die Schäden an Industrieanlagen waren nur nebensächlich.
Ende Mai wurden fünf Aufklärungsflüge über der Stadt durchgeführt.
Am 30. Mai und am 10. Juni wurden nach Schätzungen der Luftverteidigung von etwa 20 Flugzeugen zwei erfolglose Angriffe auf Gorki, Bor und Dserschinsk unternommen. Zur Verteidigung der wichtigsten Gebäude wurden Sperrballons und Flugabwehrkanonen von Kanonenbooten der Wolgaflottille eingesetzt. Nach deutschen Daten wurden die Überfälle in der Nacht des 30. Mai durchgeführt.
Vom 30. Mai bis zum 1. Juni und am 10. Juni ließ ein einzelnes Flugzeug aus einer großen Höhe etwa 50 Bomben auf Wohnviertel und die Reparaturbasis Nr. 97 fallen, in der Panzer zusammengebaut wurden, die im Rahmen der Lend-Lease-Abkommens geliefert wurden.
Die einzelnen Aufklärungsflugzeuge Junkers Ju 88 und Dornier Do 215 flogen vom 1. bis 5. Juni in verschiedenen Höhen über die Stadt. Am 23. Juni versuchten Junkers Ju 88 das Flugzeugwerk Nr. 21 Ordschonikidse aus großer Höhe zu treffen, aber die Bomben fielen in den Sormowski-Park.
In der Nacht vom 24. bis 25. Juni warf eine Gruppe von Flugzeugen Bomben nahe dem Dorf Strigino am Rande von Gorki ab. Ein weiteres Flugzeug ließ zwei 500 kg schwere Bomben über dem Flugzeugwerk Nr. 21 Ordschonikidse fallen, von denen eine jedoch nicht explodierte.
Am 27. Juli fing Pjotr Schawurin, der stellvertretende Geschwaderkommandeur des 722. Jagdfliegerregiments, in seiner MiG-3 ein Aufklärungsflugzeug Junkers Ju 88 ab und zerstörte es durch Rammstoß in der Luft. Die beiden Flugzeuge gingen in die Nähe der Dörfer Koslowka, Sanniza und Tumbotino nieder. Die MiG-3 war zu dieser Zeit der einzige Höhenjägertyp im Arsenal der Luftverteidigung, aber die Bewaffnung des Flugzeugs war so schwach, dass Schawurin gar nichts anderes blieb, als sein eigenes Flugzeug durch Rammstoß zu opfern. Die Wrackteile der deutschen Flugzeuge wurden gesammelt und auf dem Sowjet-Platz in der Nähe des Denkmals zu Ehren Waleri Tschkalows ausgestellt.
In der Nacht vom 5. bis 6. November machte eine Gruppe deutscher Flugzeuge einen erfolglosen Versuch, die Erdölraffinerie zu bombardieren. Im Automobilwerk wurden neun Spreng- und mehrere Brandbomben fallengelassen. Dadurch wurde der Kesselraum schwer beschädigt, vier Arbeiter starben und die Fabrik arbeitete drei Tage lang überhaupt nicht und konnte danach weitere drei Wochen nur mit eingeschränkter Kapazität produzieren. Die meisten der Brandbomben fielen auf die Gorkier Maschinenfabrik, mehrere leichte Bomben explodierten unweit des Moskowski-Bahnhofs.

### Juni 1943

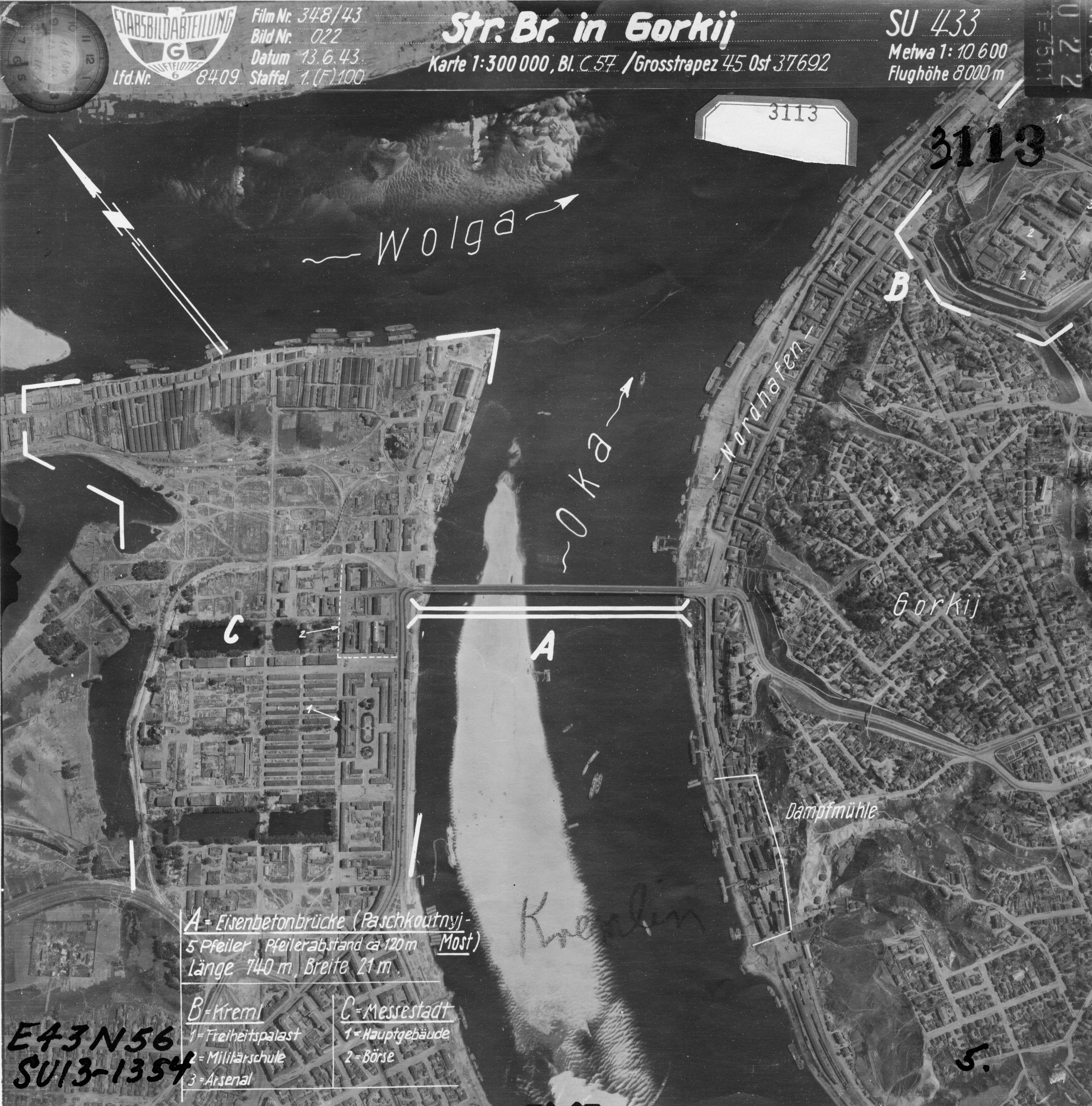
Luftaufnahme von Gorki mit Angabe von Bombenanschlägen und des zentralen Angriffsziels „Kreml“.

Nach einer siebenmonatigen Ruhephase erlebte Gorki im Juni 1943 eine Reihe von massiven Nachtangriffen der deutschen Luftwaffe, deren Hauptziel wieder das Automobilwerk war. Die Luftangriffe wurden in Vorbereitung des Unternehmens Zitadelle (Sommer/Herbst 1943) durchgeführt, bei der Bombenangriffe auf die Industriezentren der Wolgaregion – Gorki, Jaroslawl und Saratow – getätigt wurden. Es war einer der größten Luftwaffenangriffe auf das sowjetische Hinterland während des ganzen Krieges.
Es waren zweimotorige Bomber der Kampfgeschwader 27 und 55, die von den Flugplätzen in der Nähe von Orel und Brjansk aufstiegen, die Moskauer Flugabwehrzone umgingen und aus Richtung Dserschinsk, Bogorodsk sowie Arsamas nach Gorki flogen. Um möglichst unentdeckt zu bleiben, wurden die Angriffe nachts im Dunkeln zwischen 0 und 2 Uhr getätigt. Zuerst beleuchteten die Bomber die Ziele mit Leuchtbomben und griffen dann Flugabwehrstellungen an. Die Taktik änderte sich jedes Mal. Hochexplosive Splitter- und Brandbomben verschiedenster Kaliber bis 2000 kg und Brandflüssigkeiten wurden über Gorki fallengelassen. Die Ergebnisse jedes Angriffs wurden von Aufklärungsflugzeugen erfasst, die am nächsten Tag um 17 Uhr in einer Höhe von 7 km über die Stadt flogen.

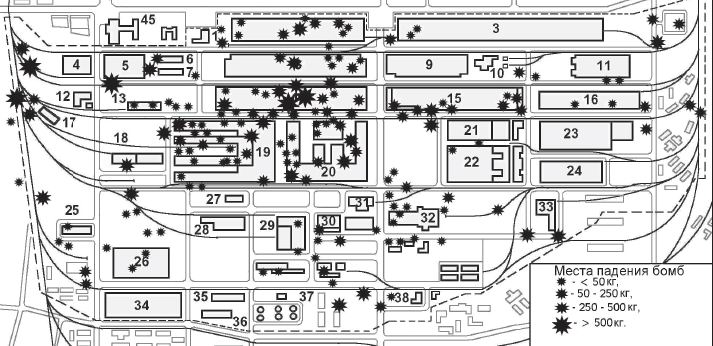
Die Bombardierung der Werkstätten des Automobilwerks während eines Luftangriffs in der Nacht vom 4. auf den 5. Juni 1943

Für die Nacht auf den 5. Juni wurden gezielt Falschinformationen über die Vorbereitung eines Luftwaffenangriffs auf Moskau gestartet, um dann doch überraschend Gorki anzugreifen. Laut Luftabwehrdaten nahmen etwa 45 Flugzeuge der Modelle Heinkel He 111, Junkers Ju 88 und Focke-Wulf Fw 200 daran teil. Die Flugzeuge flogen aus Richtung Wladimir über Kowrow und aus Kulebaki über Arsamas nach Gorki. Die Bombardierung begann um 0:45 Uhr, etwa 20 Flugzeugen gelang der Durchbruch zum Stadtgebiet. Insgesamt wurden 289 Bomben abgeworfen, davon 260 auf das Automobilwerk, wodurch die Hauptwerkstatt, die Blattfederwerkstatt und die Schmiede Nr. 3 außer Betrieb gesetzt wurden. Mehrere Häuser und ein Krankenhaus wurden zerstört. Im Stadtbezirk Awtosawodski und an der Fabrik starben 70 Menschen und weitere 210 wurden verwundet. Bei Versuchen in den nördlichen Teil der Stadt nach Krasnoje Sormowo, zur Flugzeugwerk Nr. 21 Ordschonikidse und zur Gorkier Maschinenfabrik zu gelangen, gingen fünf deutsche Flugzeuge verloren. Nach deutschen Daten nahmen insgesamt 168 Heinkel He 111 und Junkers Ju 88 der Kampfgeschwader 1, 3, 4, 27, 55 und 100 an dem Angriff teil, von denen 149 Flugzeuge Gorki angriffen.
Am zweiten Angriff in der Nacht vom 5. auf den 6. Juni nahmen nach Luftverteidigungsschätzungen 80 Heinkel He 111 teil. Die Bombardierung dauerte von 0:31 Uhr bis 2:08 Uhr und wurde von sechs Gruppen aus verschiedenen Höhen und Richtungen durchgeführt. Hauptsächlich wurden die westlichen und nördlichen Seiten des Automobilwerks angegriffen. Die Hauptstromversorgungsleitung wurde zerstört und das Wasserversorgungsnetz wurde schwer beschädigt. Die Montagewerkstatt, die Hauptwerkstatt, eine Abteilung benachbarter Industrien, ein Gummilager, eine Reihe Abschleppwagen, ein Lokomotivenlager, eine Chassiswerkstatt und die Diätkantine brannten vollständig aus. Etwa 100 Bomben wurden über der Fabrik fallengelassen. Das Wohnviertel und das Tuberkulosekrankenhaus wurden ebenfalls schwer getroffen. Im Dorf Monastyrka wurden etwa 60 bis 80 Häuser zerstört. Nach deutschen Angaben waren 128 Flugzeuge an dem Angriff beteiligt, von denen zwei verlorengingen. Zeitgleich waren manche der Flugzeuge abkommandiert worden, um Stalinogorsk zu bombardieren.
In der Nacht auf den 7. Juni fand der größte Angriff statt, an dem 157 Heinkel He 111 und Junkers Ju 88 bzw. nach deutschen Angaben 154 Flugzeuge, in denen noch die Stalinogorsk bombardierenden inbegriffen waren, teilnahmen.
Der Hauptteil der Bomben fiel auf die zentralen und südwestlichen Teile der Stadt (Automobilwerk, Sotzgorod, Mysa). Die Radwerkstatt des Automobilwerks brannte vollständig aus, wie auch das Gebäude der Werkzeugstanzerei, die Presswerkstatt und die mechanische Werkstatt. Das Eisenbahndepot wurde beschädigt. Insgesamt wurden 170 Bomben über dem Automobilwerk fallen gelassen. 38 Menschen starben und 83 wurden verletzt. Die Mikrodistrikte von Sotzgorod, Amerikanski und Monastyrka wurden schwer beschädigt. Auch die Telefonvermittlungsstelle, der Bezirksvorstand, die Poliklinik, der Verein, das Umspannwerk, die Polizeidienststelle und die Garage des Bezirksausschusses der KPdSU wurden beschädigt. Mehrere Häuser auf der Molotowallee, der heutigen Oktoberallee, wurden zerstört. Im Stadtbezirk Awtosawodski starben 73 Menschen, 149 weitere wurden verletzt. Die sowjetische Flugabwehr schoss vier deutsche Flugzeuge ab und zwei weitere wurden durch sowjetische Jagdflugzeuge zerstört.
Am 7. Juni wurde im deutschen Radio die geplante vollständige Zerstörung der Gorkier Automobilfabrik angekündigt. Im vierten Angriff vom 7. bis zum 8. Juni nahmen etwa 50 bis 60 Flugzeuge teil. Am Automobilwerk wurden drei davon zerstört. Nach Luftabwehrdaten wurden neun Spreng- und sieben Brandbomben fallengelassen, welche die Gießereiwerkstatt und das Wohngebiet trafen. Sechs Flugzeuge wurden abgeschossen. Nach deutschen Daten wurden 39 Tonnen Bomben über Gorki abgeworfen.
Nach vier Angriffen auf die Automobilfabrik waren insgesamt 993 Luftbomben abgeworfen worden. Nach Angaben des medizinischen Dienstes starben in dieser Zeit 233 Menschen, davon erlagen 24 Menschen erst später in Krankenhäusern ihren Verletzungen, wo 465 weitere behandelt werden mussten.
Im fünften Angriff auf den 11. Juni nahmen – je nach Quelle – etwa 50 bis 110 Flugzeuge teil. Durch schweren Flakbeschuss waren die deutschen Angriffe in dieser Nacht deutlich unkoordinierter als sonst. Bomben wurden aus Höhen zwischen 4000 m und 5500 m fallen gelassen, wodurch das Automobilwerk, das Wärmekraftwerk, die Wasseraufnahme, der Hafen, Wohnviertel in den Bezirken Leninski und Woroschilowski sowie die Dörfer Ljachowo, Monastyrka, Schtscherbinka und Mysa angegriffen wurden.
Am sechsten Angriff vom 13. auf den 14. Juni nahmen etwa 50 bis 80 Flugzeuge teil. Dabei wurde der östliche Teil des Automobilwerks angegriffen. Nach deutschen Daten flogen die Flugzeuge in kleinen Gruppen von Rjasan über Murom und Pawlowo nach Gorki. Durch die Bombardierung wurde die Wasseraufnahmestation des Stadtbezirks Leninski beschädigt. 16 Spreng- und 20 schwere Brandbomben wurden auf die Dwigatel-Rewoljuzii-Fabrik fallengelassen, wodurch mehrere Gebäude und ein Teil des Daches der Hauptwerkstatt der Werkzeugmaschinenanlage zerstört wurden. Die Werft wurde ebenfalls angegriffen. Der Geschwaderkommodore des Kampfgeschwaders 27 Hans-Henning Freiherr von Beust beaufsichtigte persönlich die Handlungen deutscher Piloten, indem er selbst in großer Höhe über die Stadt flog. Bei diesem Angriff wurden die Maschinenfabrik, das Flugzeugwerk Nr. 21 Ordschonikidse und die Krasnoje-Sormowo-Fabrik sowie Brücken über die Oka und die Wolga nicht beschossen.
In der Nacht auf den 22. Juni fand der siebte und letzte Luftangriff auf Gorki statt, exakt zwei Jahre nach Beginn des Deutsch-Sowjetischen Kriegs. Daher war mit diesem Angriff gerechnet worden. Der Luftverteidigung nach nahmen 75 Flugzeuge an dem Angriff teil, von denen 40 ein Durchbruch ins Stadtgebiet gelang. Auf dem Territorium des Automobilwerks wurden 31 Leuchtbomben, 15 Sprengbomben, eine Kombination aus 80 Spreng- und Brandbomben sowie etwa 300 kleine Brandbomben fallengelassen. Dadurch wurden die Gießerei, das Verstärkungsheizkörpergebäude und das Nowaja-Sosna-Werk beschädigt. Dazu kam es im Wohnviertel zu vier Bränden. Nach deutschen Daten wurde die gesamte Unterstadt, die Worobjow-Maschinenfabrik, die Lebensmittelkonzentratefabrik und Wohnquartiere angegriffen. Mehrere Stromleitungen wurden beschädigt, allerdings scheiterten Versuche, die Okski-Brücke (heute Kanawinski-Brücke) und die Borski-Brücke zu zerstören. Der Geschwaderkommodore von Beust nahm erneut teil. Während der Bombardierung starben 88 Menschen und 180 wurden verletzt.
Schlussendlich wurden insgesamt 645 Einsätze von deutschen Flugzeugen durchgeführt, bei denen 1631 Spreng- und 3390 Brandbomben auf die Stadt fallengelassen wurden. Dabei starben 254 Zivilisten und 28 Soldaten der Luftverteidigung. Weitere über 500 Zivilisten und 27 Soldaten wurden verletzt. In der Fabrik wurden 52 Gebäude zerstört und eine große Anzahl von Geräten wurde außer Betrieb gesetzt. Starke Feuer entstanden wegen des heißen Wetters. Die Brände wurden schnell durch die hölzernen Tarnverkleidungen des Automobilwerks verbreitet. Ein bedeutender Teil der Fabrik wurde zerstört oder verbrannt. Nur in geringem Umfang konnte weiter produziert werden; solange die meisten Maschinen nicht liefen, wurden alle Arbeiterkräfte für die Reparatur eingesetzt. Die Luftwaffe konnte ihren Erfolg nach der Zerstörung des Automobilwerks nicht fortsetzen. In anschließenden Überfällen wurden sekundäre Industrieobjekte und Wohngebiete angegriffen, die weniger geschützt waren. Industrieunternehmen im nördlichen Teil der Stadt hatten fast keine Bombenangriffe zu verzeichnen.

## Folgen der Luftangriffe
Die Bombardierung des größten Industriezentrums des Landes führte zu einer sofortigen Reaktion der Obersten Macht der Sowjetunion. Am 5. Juni schuf Stalin persönlich einen Beschluss des Staatsverteidigungsausschusses Nr. 3524 „Über die Luftverteidigung von Gorki“. Um die Gründe für die Nichterfüllung der Aufgaben zu erörtern, wurde eine Kommission ernannt, bestehend aus dem Leiter des Innenministerium der UdSSR Lawrenti Beria, dem Chef des Volkskommissariat für Staatssicherheit Wsewolod Merkulow, dem Sekretär des Zentralkomitees der KPdSU (b) Alexander Schtscherbakow, der Vorsitzende des Moskauer sowjetischen Wassili Pronin und der Kommandeur der Luftverteidigung des Landes Michail Gromadin. Nach der Untersuchung der Kommission wurde der Kommandant der regionalen Luftverteidigung Generalmajor Alexei Ossipow degradiert und der Direktor des Automobilwerks Alexander Lifschiz entlassen. Am 8. Juni wurden für die Stärkung der Luftverteidigung des Industriegebiets Gorki 100 Flugabwehrkanonen mit kleinem und mittlerem Kaliber, 250 großkalibrige Maschinengewehre, 100 Scheinwerfer und 75 Sperrballone zugeteilt. Die Wiederherstellung des Automobilwerks wurde fast sofort auf Initiative des Ingenieurs Andrei Lipgart begonnen. Unmittelbar nach dem ersten Luftangriff wurde das Konstruktionsarchiv der Fabrik evakuiert, Benzin wurde aus dem Gebiet entfernt und Tarnanlagen abgebaut, die Brandlasten darstellten.
Semjon Ginsburg, Volkskommissar für Bau, reiste nach Gorki, um sofortige Reparaturarbeiten einzuleiten.

## Luftverteidigung der Stadt

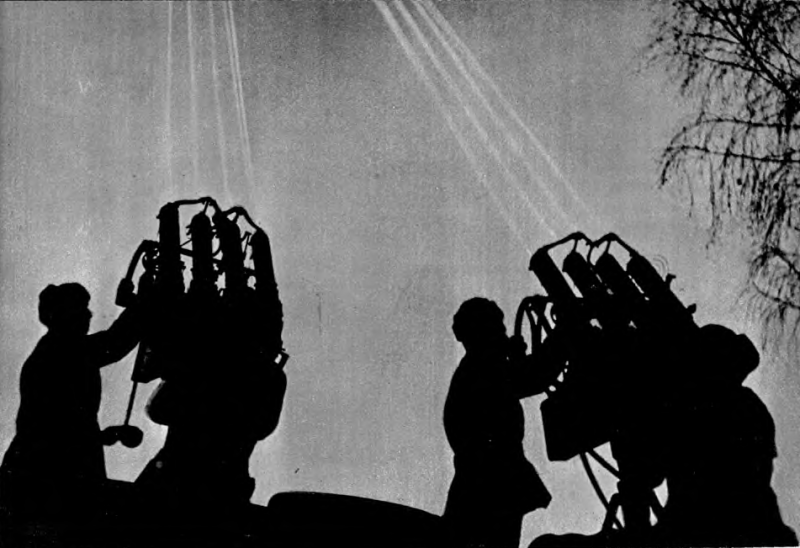
Luftverteidigung von Gorki

Im Oktober 1941 kam Oberst Sidor Sljussarew auf dem Flugplatz Seima an, um drei neue Regimenter mit LaGG-3-Jagdflugzeugen zu erhalten. Hier blieb er eine Weile stationiert und versuchte, die turbulente Situation in der Stadt zu beruhigen.
Nach dem November-Luftangriff auf Gorki erhielt der Oberst den Befehl von Stalin sofort Seima zu verlassen, um den Bezirk Gorki zu verteidigen, wie der Oberbefehlshaber es ausdrückte. Sljussarew machte sich trotz Schnee und Frost sofort auf den Weg nach Gorki. Später sagte er:

„Es war problematisch nach Gorki zu kommen. Dunkle Nacht, die Straße menschenleer und ohne Verkehr. Ich beschloss zu Fuß in die Stadt zu gehen, dabei betrug der Abstand von Sejma bis Gorki ungefähr 50 km. Nach einer Stunde Fußmarsch Richtung Gorki erschien ein Auto: SIS-101. Ich stellte mich mitten auf die Straße und hob die Hand hoch, aber der Fahrer fuhr rechts an mir vorbei und beschleunigte Richtung Stadt. Ich zückte die Pistole und schoss in die Luft. Die Passagiere dieser Maschine erschraken und hielten. Es waren einige führende Persönlichkeiten aus Moskau. Nach einem harten Gespräch mit Ihnen setzte ich mich ins Auto und kam bei Sonnenaufgang in Kanawino an, dort befand sich damals der Stadtrat.“

Zuerst befahl Oberst Sljussarew die Schaffung von Tag- und Nachtpatrouillen in Gorki. Unmittelbar nach dieser Entscheidung ging er zurück nach Seima, wo acht Luftregimenter stationiert waren. Er befahl ihnen, sich auf die Flugplätze des Teilgebiets zu verteilen.
Im Dezember beschloss das Organisationskomitee, mehrere große Bombenschutzgebiete in der Oberstadt zu schaffen. Am 15. Februar 1942 wurde beschlossen, fünf solche Einrichtungen zu schaffen:
1. Der Nischni Nowgoroder Kreml – Iwanowski Abstieg unter dem Miningarten,
2. Der Schdanow-Damm (heute Oberwolga-Damm) – Vor dem Gorkier Industrieinstitut,
3. Potschtowy Abstieg auf Majakowskistraße (heute Roschdestwenskaja-Straße),
4. Der Bahnhof Kasanski,
5. Die Schlucht am Ende der Worobjow-Straße (heute Malaja-Pokrowskaja-Straße).

Sie wurden von 2300 Personen errichtet. Die Bürger der ganzen Stadt gruben Gräben und errichteten Verteidigungsanlagen nach der deutschen Offensive in Moskau. Später wurden sie allerdings nicht gebraucht, denn am 5. Dezember 1941 startete die Rote Armee eine Gegenoffensive.

### Luftverteidigungsmaßnahmen
Die Luftverteidigung in der Stadt hatte 433 Mittelkaliberpistolen und 82 Kleinkaliberpistolen, 13 SON-2-Radarstationen, zwei Funkmessstationen RUS-2s Pegmatit, 231 Suchscheinwerfer, 107 Sperrballons und 47 für die Nachtjagd ausgebildete Besatzungen der 142. Jagdfliegerdivision mit Stationierung auf den Flugplätzen Strigino, Prawdinsk und Dserschinsk.
Trotz der beträchtlichen Anzahl der Luftverteidigungskräfte und ihrer Ausstattung, die die Bombardierung  verhindern sollte, gelang dieses nicht. Weil die Bombardierungen längere Zeit ausblieben und die Offensive der Roten Armee erfolgreich war, war die Wachsamkeit geringer geworden. Es gab viele Mängel in der Organisation der Verteidigung. Den Stadtbezirk Awtosawodski verteidigte das 784. Flugabwehr-Artillerieregiment, das hauptsächlich aus Frauen bestand, die kurz zuvor der Armee beigetreten waren. Eines der „Pegmatit“-Radare hatte eine große „tote Zone“ im Zielbereich wegen der hohen Ufer der Oka. Andere Funkmessstationen waren ebenfalls unvorbereitet, die Flakartillerie feuerte ohne präzise Zielerfassung und die Zusammenarbeit mit Scheinwerfern war nicht ausreichend geübt worden. Luftverteidigungskommandos in den Kellern der Gebäude wurden zerstört, Drahttelefonkommunikation wurde oft durch Bombenexplosionen unterbrochen. Die Piloten der sowjetischen Flugzeuge hatten keine nächtliche Kampferfahrung und sie versuchten, Rammbomber mit voller Munition zu starten. Die meisten Luftverteidigungskräfte verteidigten auch das nördliche Industriegebiet der Stadt, wo sich das Flugzeugwerk Nr. 21 Ordschonikidse, das Krasnoje-Sormowo-Werk und die Gorkier Maschinenfabrik befanden, die von großer strategischer Bedeutung waren.
Nach den ersten Bombenangriffen wurden dringend erforderliche Maßnahmen umgesetzt, nämlich zusätzliche Flugabwehrkanonen und Munition in den Stadtteil Awtosawodski zu bringen. Neue Kommunikations- und Leitsysteme verbesserten die Wirksamkeit des Sperrfeuers. In der Einflugschneise der Angreifer wurden zwei Abwehrriegel geschaffen. In einem Abstand von zwei bis drei und sechs bis sieben Kilometern zum Automobilwerk wurden Maschinengewehre auf den Dächern der Werkstätten für das Schießen auf niedrig fliegende Flugzeuge montiert. Die Abwehr der nächsten Luftangriffe waren organisierter. Insgesamt wurden 14 Flugzeuge abgeschossen.

### Tarnung von Gorki
Neben der Verbesserung der Flugabwehr der Stadt entschloss sich die Regierung der Sowjetunion, eine Reihe von „falschen Objekten“ in Gorki zu bauen. Das Archiv von Nischni Nowgorod enthält den Entschluss des Verteidigungsausschusses der Stadt Gorki „über den Bau falscher Objekte in Gorkis Industrieunternehmen“ vom 1. August 1942.
In der Folge wurde im Dorf Mordwinzewo, in der Nähe von Fedjakowo, eine riesige aus Glas und Sperrholz bestehende Scheinanlage des Automobilwerks errichtet. Nachts wurde die falsche Fabrik beleuchtet und nach Angriffswarnungen ausgeschaltet, was tatsächlich dazu führte, dass die deutschen Flugzeuge die Scheinanlage angriffen.
Auch die Dwigatel-Rewoljuzii-Fabrik wurde getarnt, indem nach Moskauer Vorbild die Straßen und die Fabrik selbst, die trotz starker Zerstörung weiter produzierte, mit Gebäuden bemalt wurden, sodass es aus der Luft so aussah, als würde dort lediglich ein Ausläufer des strategisch unwichtigen Dorfes Molitowka liegen.
Auf der Oka-Brücke wurde eine andere Tarnmöglichkeit verwendet. Dafür fuhren Boote auf dem Wasser, die die ganze Zeit neben der Brücke lagen. Bei der Ankündigung des Luftalarms stießen sie Nebel aus, der das Erspähen der Brücke aus der Luft unmöglich machte.

### Reparatur des Automobilwerks
Die Reparaturarbeiten begannen während der Bombardierung und setzten sich in einem zunehmenden Tempo fort. Bau- und Montagebrigaden aus Moskau, dem Ural, Sibirien und Zentralasien waren beteiligt. Die Gesamtzahl der Beschäftigten erreichte etwa 35.000. Für die Propagandaunterstützung begann am 7. Juni eine mobile Redaktion der Tageszeitung Prawda in der Anlage zu arbeiten. Zuerst wurde die Räderwerkstatt wieder repariert, was vier Monate dauerte. Der offizielle Termin für die Wiedereinweihung des Gorkier Automobilwerks war am 28. Oktober 1943. An diesem Tag wurde ein Bericht, der von etwa 27.000 Arbeitern unterzeichnet wurde, an Josef Stalin geschickt.